# Raecius
Genre
Synonymes
- Mnesitheus Thorell, 1899

Raecius est un genre d'araignées aranéomorphes de la famille des Udubidae.

## Distribution
Les espèces de ce genre se rencontrent en Afrique subsaharienne.

## Liste des espèces
Selon World Spider Catalog (version 17.0, 18/05/2016) :
- Raecius aculeatus Dahl, 1901
- Raecius asper (Thorell, 1899)
- Raecius congoensis Griswold, 2002
- Raecius crassipes (L. Koch, 1875)
- Raecius jocquei Griswold, 2002
- Raecius scharffi Griswold, 2002

## Publication originale
- Simon, 1892 : Histoire naturelle des araignées. Paris, vol. 1, p. 1-256 (texte intégral).